# All or Nothing (chanson de Milli Vanilli)
Pour les articles homonymes, voir All or Nothing.
Pistes de All Or Nothing (US Remix Album)
Girl I'm Gonna Miss You Mega Mix
All or Nothing est une chanson enregistrée par Milli Vanilli. La chanson s'est classé # 4 sur le Billboard Hot 100. Elle  est également parvenue en # 17 au German singles chart.

## Titres
CD-Maxi-
1. "All or Nothing" (U.S. remix) — 4:04
2. "Dreams to Remember" — 4:03
3. "All or Nothing" (U.S. megamix) — 8:54

7" -Single-
1. "All or Nothing" (U.S. remix) — 3:55
2. "Dreams to Remember" (radio remix) — 3:58

12" -Maxi-
1. "All or Nothing" (U.S. mega remix)
2. "Dreams to Remember" (radio remix)
3. "All or Nothing" (U.S. remix)